# Альба, Дэйви
Дэйви Альба (англ. Davey Alba; род. 1 июня 1988, Манила) — технологический репортёр агентства Bloomberg News. Бывший технологический журналист газеты The New York Times.

## Ранний период жизни
Родилась в Маниле, Филиппины. Получила степень в области коммуникативных искусств в университете Де Ла Саль, Манила. Её отец — академик, мать — экономический консультант, а сестра — вице-президент банка. В 2010 году, в возрасте 23 лет, Альба приехала в США. Получила степень магистра научной журналистики в Колумбийском университете. Проходила практику в журнале IEEE Spectrum.

## Карьера
Работала редактором и писателем в журнале «Популярная механика», старшим технологическим репортёром сайта BuzzFeed News в Нью-Йорке, репортёром Wired в Кремниевой долине и в Gizmodo. В 2019 году присоединилась к газете The New York Times в качестве технологического репортёра. Она освещала онлайн дезинформацию и её вред. В марте 2022 года Альба присоединилась к Bloomberg News. Её областью работы стало освещение компании Google и Big Tech.